# Fanconijev sindrom
Fanconijev sindrom je bolezen proksimalnih ledvičnih tubulov, pri kateri prehajajo glukoza, aminokisline, sečna kislina, fosfati in bikarbonati v seč, namesto da bi se reabsorbirali v ledvicah.  Prizadeti so proksimalni tubuli, ki so začetni deli ledvičnih cevk in so pomembni za procese v tekočini, ki se filtrira v glomerulih. Bolezen je lahko dedna ali pa jo povzročijo zdravila ali težke kovine.

## Poimenovanje
Bolezen je poimenovana po Guidu Fanconiju, švicarskem pediatru, čeprav le-ta ni identificiral tega sindroma. 
Fanconijev sindrom se ne sme zamenjevati s Fanconijevo anemijo.

## Klinični znaki
Pojavi se renalna tubulna acidoza, ki se kaže kot:
- poliurija, polidipsija in izsušitev
- hipofosfatemični rahitis pri otrocih oziroma osteomalacija pri odraslih
- motnje rasti
- acidoza
- hipokaliemija
- hiperkloremija

Drugi znaki Fanconijevega sindroma so še::
- hipofosfatemija/fosfaturija
- glikozurija
- proteinurija/aminoacidurija
- hiperurikozurija

## Vzroki
Za razliko od Hartnupove bolezni in sorodnih motenj ledvičnih tubulov povzroči Fanconijev sindrom nepravilnost v transportu številnih snovi in zato ne gre za motnjo določenega prenašalnega sistema, temveč za splošnejšo motnjo v delovanju proksimalnih tubulov.
Obstajajo različni vzroki, in sicer je bolezen lahko podedovana, prirojena ali pridobljena.

### Podedovana oblika
Najpogostejši vzrok Fanconijevega sindroma pri otrocih je dedna bolezen cistinoza. Druge dedne bolezni, ki lahko povzročijo Fanconijev sindrom, so še Wilsonova bolezen (dedna motnja presnove bakra), Lowov sindrom, tirozinemija (tipa I), galaktozemija, motnje skladiščenja glikogena in intoleranca za fruktozo.

### Pridobljena oblika
Bolezen lahko kasneje v življenju povzročijo pridobljeni vzroki, kot so nekatera zdravila (tetraciklini s pretečenim rokom, tenofovir ob že prisotni ledvični motnji ... ). Pri bolnikih, okuženih z virusom HIV, se lahko Fanconijev sindrom pojavi pri sočasnem jemanju protiretrovirusnih zdravil tenofovir in didanozin.
Zastrupitev s svincem lahko prav tako izzove Fanconijev sindrom.

## Zdravljenje
Pri otrocih se Fanconijev sindrom zdravi zlasti z nadomeščanjem snovi, ki jih izgubljajo s sečem (nadomeščanje tekočine in bikarbonata).